# ألينتيسكي
ألينتيسكي (بالأسبانية: Alentisque) هي مدينة وأيضاً بلدية من مقاطعة سوريا الحي القضائي ألمازان ذات حكم ذاتي من قشتالة وليون، إسبانيا. من الناحية الهرمية في الكنيسة الكاثوليكية هي جزءاً من أبرشية أوسما، والتي -بدورها- تنتمي إلى أبرشية بورغوس، على الرغم من انتمائها تاريخياً إلى أسقفية سيغوينزا.

## الأمتداد والسكان
تحتوي على مساحة 34,97 كم2، مع سكان من 32 نسمة وكثافة 0,923 hab/km2. وتضم منطقة كابانيلاس

## التركيبة السكانية
في عام 2010 بلغ عدد السكان 32 نسمة، 17 رجلاً و15 امرأة.

### السكان حسب نوى
| النوى     | نسمة (عام 2000) | نسمة (2009) |
| --------- | --------------- | ----------- |
| ألينتيسكي | 26              | 17          |
| كابانيلاس | 17              | 15          |

## التاريخ
سقوط النظام القديم, كون قرية ذات بلدية دستورية في منطقة كاستيلا لا فييجا، قضاء ألمازان, في تعداد عام 1842 كان هناك 61 أسر 250 جار.
في منتصف القرن التاسع عشر نما مصطلح البلدية بضمه كابانيلاس.